# Gerhard Poschner
Gerhard Poschner (Dumitra, 23 settembre 1969) è un ex calciatore e dirigente sportivo tedesco, di ruolo centrocampista.

## Carriera
Nato in Romania ma trasferitosi con i genitori all'età di 5 anni nella regione del Bietigheim-Bissingen, in Germania, Poschner iniziò la sua carriera professionistica nella stagione 1987-1988 con lo Stoccarda, con cui giocò per tre stagioni.
Poschner emerse soprattutto grazie al Borussia Dortmund, con cui sfiorò la vittoria finale nella Coppa UEFA 1992-1993. Ritornato a Stoccarda nel 1994, vinse la Coppa di Germania nel 1997. Nel gennaio 1999 venne acquistato dal Venezia assieme ad Augustine Ahinful, ma a causa di un infortunio giocò pochissimo (1 sola presenza in Serie A) e la società decise di venderlo al Rayo Vallecano.
Poschner ha poi continuato la sua carriera con il Rapid Vienna, il Polideportivo Ejido ed il Monaco 1860, con cui ha abbandonato l'attività di calciatore. In seguito ha lavorato come commentatore sportivo.
Nel luglio 2009 diventa direttore generale del Real Zaragoza in Spagna, mentre del 2013 collabora con il Monaco 1860, divenendo direttore sportivo nel 2015.

## Palmarès
- Coppa di Germania: 1

Stoccarda: 1996-1997